# NOAD in het seizoen 1968/69
Het seizoen 1968/1969 was het 15e jaar in het bestaan van de Tilburgse betaaldvoetbalclub NOAD. De club kwam uit in de Tweede divisie en eindigde daarin op de 14e plaats. Tevens deed de club mee aan het toernooi om de KNVB beker, hierin werd in de eerste ronde, na strafschoppen, verloren van GVAV (3–3).

## Wedstrijdstatistieken

### Tweede divisie
|       | AGOVV | Baronie | SC Drente | EDO   | Excelsior | Fortuna | Gooiland | De Graafschap | Hermes DVS | Heerenveen | Limburgia | PEC   | Roda JC | Velox | FC VVV | ZFC   | Zwolsche Boys |
| ----- | ----- | ------- | --------- | ----- | --------- | ------- | -------- | ------------- | ---------- | ---------- | --------- | ----- | ------- | ----- | ------ | ----- | ------------- |
| Thuis | 3 – 0 | 1 – 3   | 1 – 4     | 1 – 1 | 2 – 4     | 0 – 1   | 2 – 0    | 1 – 2         | 4 – 4      | 2 – 0      | 2 – 0     | 3 – 0 | 4 – 0   | 3 – 1 | 0 – 0  | 2 – 1 | 2 – 0         |
| Uit   | 2 – 0 | 4 – 1   | 3 – 1     | 2 – 2 | 1 – 1     | 4 – 0   | 2 – 2    | 3 – 1         | 0 – 3      | 4 – 0      | 1 – 0     | 1 – 0 | 1 – 0   | 0 – 0 | 2 – 2  | 6 – 2 | 2 – 0         |

#### KNVB beker
| 1e ronde                                                 | NOAD                                     | 3 – 3 (2 – 2, 2 – 1) GVAV wint na strafschoppen | GVAV                                                |
| 15 september 1968 Plaats: Tilburg Gemeentelijk Sportpark | Ad Brekelmans 25', 110' Bart Stovers 45' |                                                 | 39' Keld Pedersen 87' Martin Koeman 115' Frans Guns |

## Statistieken NOAD 1968/1969

### Eindstand NOAD in de Nederlandse Tweede divisie 1968 / 1969
| Stand | Gespeeld | Gewonnen | Gelijk | Verloren | Punten | Doelpunten voor | Doelpunten tegen |
| ----- | -------- | -------- | ------ | -------- | ------ | --------------- | ---------------- |
| 14e   | 34       | 10       | 8      | 16       | 28     | 48              | 59               |

### Topscorers
| #      | Naam                  | Goal |
| ------ | --------------------- | ---- |
| 1.     | Cas Janssens          | 12   |
| 2.     | Bart Stovers          | 8    |
| 3.     | Harrie van der Velden | 7    |
| 4.     | Ad Brekelmans         | 6    |
| 4.     | Theo Netten           | 6    |
| 6.     | Ad van der Pas        | 3    |
| 7.     | Hens Maas             | 1    |
| 7.     | Netten                | 1    |
| 7.     | Gerard Netten         | 1    |
| 7.     | Jacques van Ranzow    | 1    |
| 7.     | Wil Uyens             | 1    |
| 7.     | Henk Zieltjens        | 1    |
| Totaal | Totaal                | 48   |

| #      | Naam          | Goal |
| ------ | ------------- | ---- |
| 1.     | Ad Brekelmans | 2    |
| 2.     | Bart Stovers  | 1    |
| Totaal | Totaal        | 3    |

## Voetnoten
AGOVV · Baronie · SC Drente · EDO · Excelsior · Fortuna · Gooiland · De Graafschap · Heerenveen · Hermes DVS · Limburgia · NOAD · PEC · Roda JC · Velox · FC VVV · ZFC · Zwolsche Boys